# 克赖绍集团
克赖绍集团（德語：Kreisauer Kreis，發音：[ˈkʁaɪ̯.zaʊ̯.ɐ kʁaɪ̯s] ⓘ），又被称为克赖绍团体，是纳粹期间德国高层的一个秘密反叛组织，曾密谋推翻希特勒，其成员参与了1944年7月20日的7月20日密謀案試圖暗杀希特勒未果。该组织后来被纳粹镇压，因其常在西里西亚的克赖绍村聚会，所以盖世太保称其为“克赖绍集团”。